# Alyssomyia pampina
Alyssomyia pampina är en tvåvingeart som beskrevs av Artigas 1970. Alyssomyia pampina ingår i släktet Alyssomyia och familjen rovflugor. Inga underarter finns listade i Catalogue of Life.